# Història de Villena

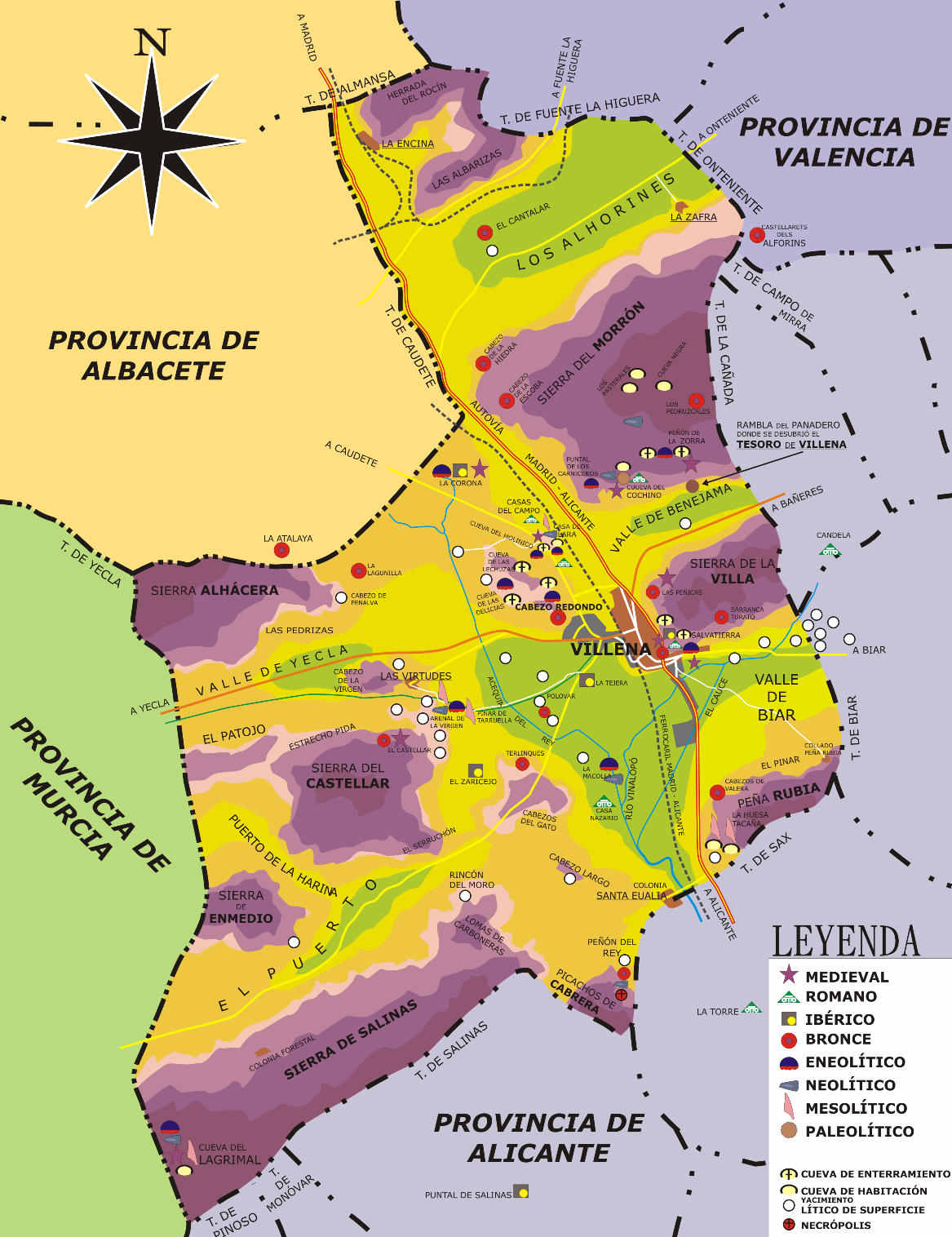
Mapa del terme de Villena que mostra els vestigis arqueològics trobats en ell.

La història de Villena (Alt Vinalopó, País Valencià) es remunta al Paleolític mitjà, període en què s'han trobat els testimoniatges de presència humana més antics. Està discutit si la ciutat actual data d'època visigoda o anterior, encara que amb total seguretat existia al segle xi, durant el període àrab. Després de la conquesta cristiana, passa a ser senyoriu, principat, ducat i finalment marquesat, fins que el poble, encoratjat pels Reis Catòlics, es rebel·la contra el marqués. En 1525 Carles V li concedeix el títol de ciutat. Aquest és el moment de major prosperitat econòmica, com mostren els monuments que han arribat fins a l'actualitat. A partir del segle XVI s'obri un període de tranquil·litat, només trencat per les guerres en què es veurà embolicada aquesta zona. A pesar del fet que en 1858 es va inaugurar una estació de ferrocarril, l'economia va seguir sent essencialment agrícola fins a l'èxode rural dels anys 60. A partir d'aleshores, el model econòmic va canviar ràpidament i en l'actualitat l'economia es basa principalment en el sector terciari i la indústria, on destaquen el calçat, la construcció i els mobles.

## Prehistòria

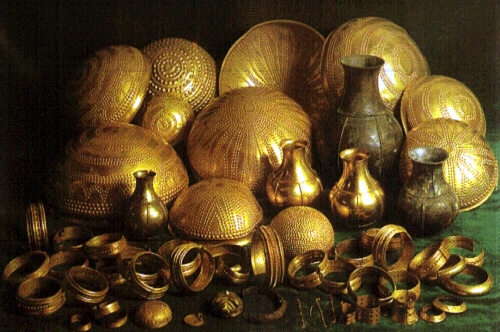
El Tresor de Villena està format per 59 objectes d'or, plata, ferro i ambre que totalitzen un pes de quasi 10 quilos i està datat al voltant de l'any 1000 a. C. Es va descobrir en 1963 en una rambla propera a Villena, i es tracta amb molta seguretat d'una ocultació, potser d'un reietó del Cabezo Redondo. El conjunt està compost per braçalets, bols, flascons i altres petits objectes. Els braçalets es van dur posats, ja que estan desgastats per l'ús, però no se sap si la vaixella va ser d'ús quotidià, ritual o votiu. Si bé el seu autor va poder ser local, donada la seua similitud amb el tresoret del Cabezo Redondo, no hi ha acord respecte a aquest punt.

Els vestigis més antics trobats al terme municipal de Villena es remunten al Paleolític mitjà, fa aproximadament 50 000 anys. Les troballes més antigues es van trobar a la cova del Cochino (al sud de la Serra del Morrón) i consistien en instruments de pedra de foc propis d'una economia de caçadors-recol·lectors d'època mosteriana. La continuació del procés humà es troba al paratge de la Huesa Tacaña (a l'oest de la Peña Rubia), on es van trobar nombrosos instruments de sílex pertanyents a la cultura gravetiana, que procedien segurament de l'orient mediterrani, encara que les seues peces assenyalen contactes amb el nord d'Europa. L'evolució cultural és fàcilment observable a la cova del Lagrimal (situada als escarpaments d'un barranc de la serra de Salines), els nivells inferiors de la qual mostren la influència gravetiana, mentre que en els intermedis (a partir del 8000 a. C.) apareixen restes mesolítiques que inclouen la ceràmica i les destrals de pedra polida, indicis de l'arribada de la revolució neolítica. Importants restes d'aquest tipus es van trobar a la Casa de Lara, representant del poblament neolític en plana.
Els vestigis neolítics inunden tota la comarca i amb a penes hi ha un lloc propici per al cultiu o la ramaderia on no es puguen trobar. En la dècada de 1960, ja n'eren més de 30 els jaciments neolítics trobats a la comarca, localitzats en quasi totes les coves habitables, a les terrasses del Vinalopó, a la vora de l'antiga llacuna de Villena i a les marjals que aleshores abundaven a l'àrea. L'ampli dels contextos en què s'han trobat demostra que el neolític no és, almenys en part, una cultura de coves, ja que quasi la totalitat de la ceràmica cardial s'ha localitzat fora de les mateixes. No obstant això, el neolític tal qual va ser curt i en els estrats considerats eneolítics ja es troben senzills objectes metàl·lics, com als nivells superiors de la cova del Lagrimal.
Aquests instruments caracteritzen l'arribada de l'Edat del Bronze, els assentaments del qual ja no es troben en planes obertes com la Casa de Lara, sinó en estratègiques altures fàcilment defensables, com en el cas de Terlinques. Les coves que fins aleshores havien sigut lloc d'habitació, van començar a reservar-se per a finalitats sepulcrals. Si bé s'han trobat més de 20 jaciments del Bronze a la comarca, destaca, per la definitiva irrupció de l'urbanisme, una de les principals ciutats del Mediterrani occidental: el Cabezo Redondo, que constitueix la frontera entre la cultura argàrica i el bronze valencià. El desenvolupament aconseguit en aquesta etapa ha atorgat a Villena un lloc privilegiat en aquest període de la història, ja que a aquesta cultura pertany el conjunt conegut com a Tresor de Villena, el segon tresor de vaixella àuria més important d'Europa, només superat pel de les Tombes Reials de Micenes (Grècia).

## Antiguitat
Després de l'Edat del Bronze, es va produir a la zona un esfondrament poblacional, la recuperació del qual no va tindre lloc fins a l'Edat Moderna. No obstant això, la continuïtat del procés humà està constatada per la presència de jaciments ibèrics, que van tindre assentaments al puntal de Salines, el Zaricejo i la serra de la Vila, on ara estan les restes del castell de Salvatierra. No obstant això, aquests assentaments, juntament amb altres propers, no van ser en realitat més que menuts poblats no molt majors que un llogaret. També els celtes van deixar la seua empremta en la necròpoli d'incineració del Penyal del Rei (als Picatxos de Cabrera).
Encara que no s'ha trobat cap nucli de població estable durant l'època romana, sí que han aparegut restes d'almenys quatre viles repartides per tot el terme. Es creu que la població va caure en tota l'àrea, ja que en un territori d'uns 40 km a la redona, els poblats ibèrics es van destruir o es van abandonar i no es van substituir per cap ciutat, sinó que els habitants es van distribuir en explotacions agrícoles. La vila de Candela (entre la Canyada i Biar) és el jaciment més important, amb més de 4000 m² d'extensió. Els altres són Casa de Nazario (als peus de la Peña Rubia), La Torre (entre Saix i Villena, en el camí a Castalla) i Casas del Campo (prop de Cabdet). Aquestes viles són poques en nombre i d'una grandària no molt gran, ja que estaven situades a la zona més allunyada de la urbs de la zona, que era Ilici. Cal afegir a aquests jaciments troballes monetàries i ceràmiques, així com restes de centuriació (divisió de la terra en lots), que demostren que la romanització va ser intensa a la zona, sobretot perquè per la vall del Vinalopó circulava la Via Augusta, de la qual queden trinxeres al terme que donen constància del seu pas. Prova de la importància d'aquesta via en el procés és que la zona més intensament romanitzada és la que hui dia rep el nom de la Losilla, topònim que l'arqueòleg Miquel Tarradell relaciona amb les lloses de la calçada romana, com ocorre en altres llocs del país (la Llosa, la Llosa de Ranes, la Llosa del Bisbe, etc.). Si bé aquestes viles van sofrir en certa manera la gran commoció del segle iii, van tindre un període de florida durant els segles IV i v, la qual cosa no es correspon amb les terrorífiques descripcions de l'època que ens brinden Hidaci i Osori.

## Edat mitjana

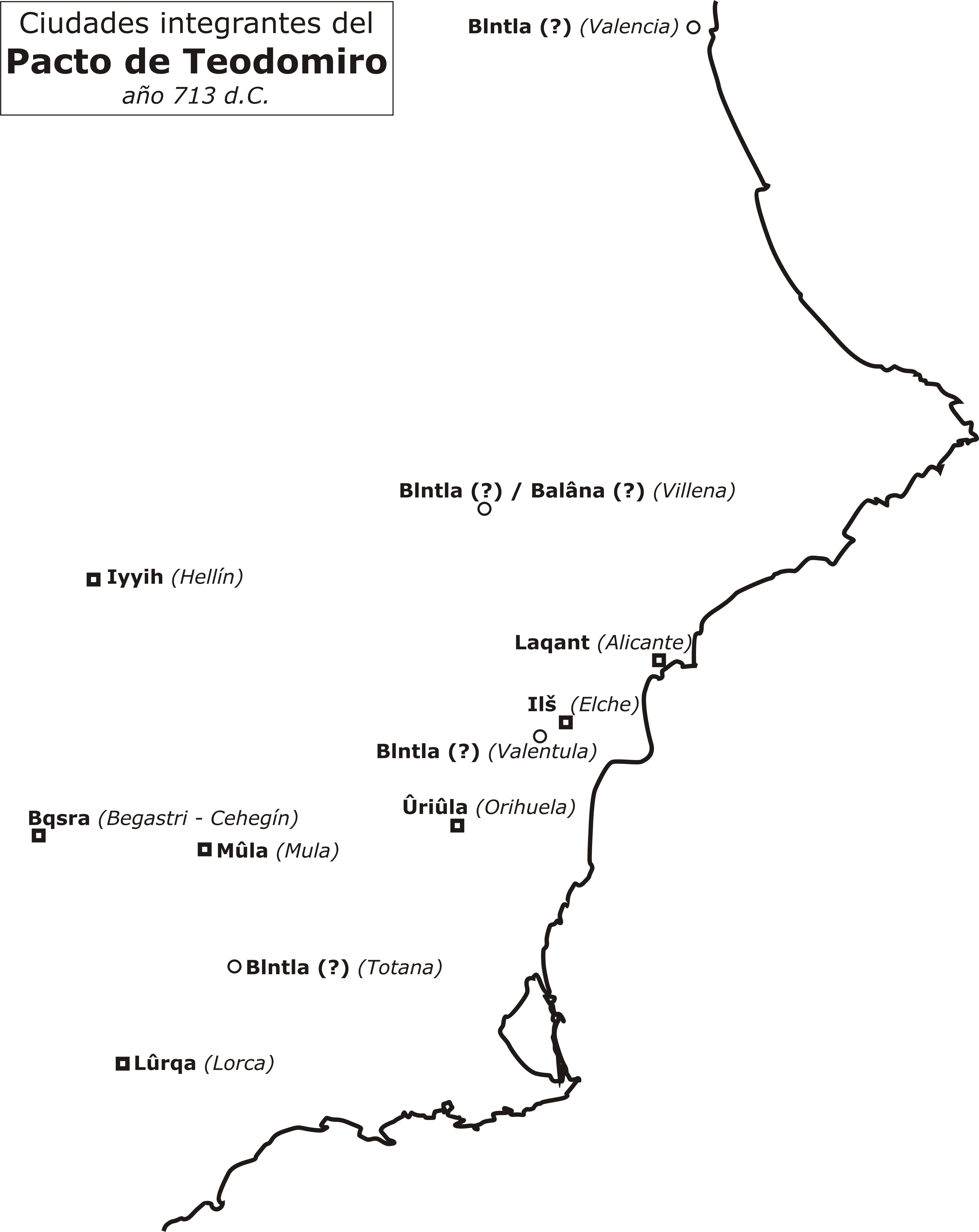
Ciutats integrants del pacte de Teodomir realitzat en 713, una de les quals va poder ser Villena.

Durant la dominació visigoda, la comarca de Villena va formar part d'una província que es corresponia aproximadament amb l'antiga Cartaginense. Quan els musulmans van envair la península Ibèrica en 711, es van trobar amb un duc visigot anomenat Teodomir, que dominava una àmplia comarca que tenia per centre la ciutat d'Oriola. Aquesta zona duia molt poc de temps sotmesa a l'ocupació visigoda, que no havia sigut ben acollida per la comunitat rural hispanoromana, que era molt més abundant que la de les ciutats. Després de la conversió de Recared, els gots eren oficialment catòlics, però en això, com en tot, hi havia una dissociació entre el camp i la ciutat, i la cristianització només va tindre lloc a les àrees urbanes. El camp no es va cristianitzar, ni tampoc la massa general dels hispanoromans, atés que a les viles romanes de la zona no s'ha trobat ni un sol objecte amb símbols cristians i queden abundants testimoniatges del culte pagà encara després de l'edicte de Teodosi. Encara que no es té total seguretat, se suposa que Teodomir va ser fidel a la causa de Roderic i, per tant, assistiria a la batalla de Guadalete. Després, tornaria a defensar la seua regió abans de l'arribada dels àrabs.

### L'origen de la ciutat
Bussejar en els orígens de la ciutat és complex. S'ha afirmat amb freqüència que la ciutat es va dir antigament Bilumen, Bilille, Túrbula, Arbacala, Vacasora, Bilesetona, Bechira, Bilbilis, Adello, Ello, Vigerra, etc. La teoria més estesa durant un temps va ser la de Vigerra (o Bigerra), la qual cosa explica el gentilici vigerrense que se segueix donant erròniament en alguns diccionaris de llengua castellana. Deixant a banda aquestes hipòtesis, amb més o menys fonament, se sol considerar que la primera notícia que es té de Villena com a nucli de població estable en la seua localització actual és la del tractat dels musulmans amb Teodomir l'any 713. Per aquest tractat, els musulmans no es van apoderar de cap propietat per dret de conquesta, per la qual cosa quedava tota la població en possessió dels seus béns. En ell s'esmenta, entre d'altres, la ciutat de بلنتلة Blntla o la seua variant بلنتية Blntya, que amb l'absència de vocals escrites pròpia de l'escriptura àrab, ha sigut identificada per alguns investigadors amb Villena, encara que altres la relacionen amb València, Valentula (Elx) o altres localitzacions, sobretot a causa de l'absència pràcticament total de restes d'habitació estable tardoromanes o visigodes en terres de Villena. El primer testimoniatge que amb total seguretat es refereix a Villena és un document del segle xi en el qual s'esmenta بليانة Bilyāna, nom que va donar lloc a l'actual en boca dels repobladors cristians (en la seua majoria aragonesos) durant la Reconquesta. A causa d'aquesta escassetat de dades i al fet que les excavacions arqueològiques no han sigut concloents, han aparegut diferents teories sobre el moment i la manera en què sorgiria el nucli primitiu de la ciutat. S'ha descartat que el nucli existira en època romana, però hi ha teories que apunten al fet que podria haver-se conformat a partir d'una vila romana que es trobaria al lloc de l'actual castell de la Talaia, encara que l'arqueologia no ha llançat llum sobre aquest punt. Les teories més acceptades afirmen que, o bé el nucli va aparéixer en els últims períodes de l'època visigoda o bé es va conformar a partir de la conquesta àrab. Quant a la seua localització, es creu que el nucli àrab més antic es trobava a la zona de l'actual barri del Rabal, que s'estén a l'oest de l'església de Santa Maria, sota el solar de la qual va haver de situar-se la mesquita. Aquesta idea es reforça per les troballes d'habitatges de llauradors del segle xii i XIII que s'han descobert en diversos punts al voltant de l'església de Sant Jaume, que va ser el centre de la ciutat cristiana, la qual cosa sembla indicar l'existència d'un assentament rural situat uns 200 metres al nord del nucli principal.

### Període musulmà

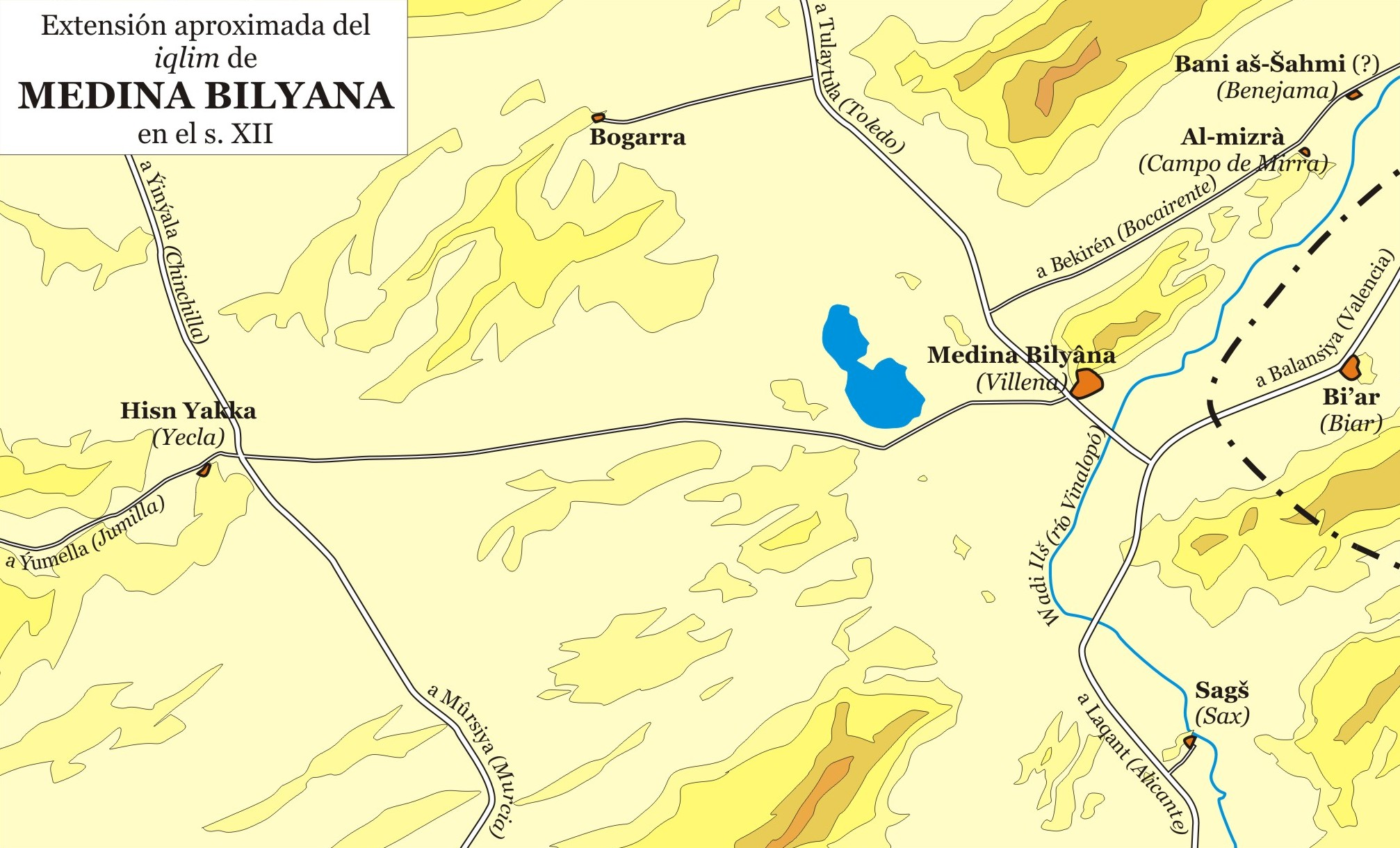
Extensió aproximada de liqlim de Villena al.

El territori de Teodomir va passar a denominar-se cora de Tudmir, i el pacte es va respectar fins als temps d'Abd-ar-Rahman I, la política centralitzadora de les quals era incompatible amb les exempcions de les quals gaudien els cristians sotmesos. Amb el pretext que hagueren col·laborat en l'alçament d'al-Siqlabi, es va sotmetre la població a mesures disciplinàries i finalment es va rescindir el pacte unilateralment. Des del Pacte de Teodomir fins al segle xi no apareix cap esment, ni suposada ni fidedigna, a Villena en cap crònica àrab. Se sap que la població de la zona es concentrava en xicotetes alqueries, la gran majoria de les quals estaven dotades d'almenys una torre. Així, al partit de Villena s'han identificat dues fortaleses que dependrien de la població del pla: el castell de Salvatierra, construït sobre l'antic poblat ibèric, les cisternes del qual va reutilitzar; i el del Castellar, del qual en l'actualitat només queden restes de muralla, i que entra en la categoria dels hisn de dissidència alçats sobre el segle X en tota la cora. Nous centres habitats apareixen a partir del segle xi, donat l'augment de població generalitzat en tot al-Àndalus i no cal desestimar que fora en aquella època quan apareguera el nucli de Villena al seu emplaçament actual. Segons la Historia Roderici, Alfons VI va citar el Cid a Villena perquè li donara suport en la conquesta d'Aledo de l'any 1088, encara que aquesta narració guarda diverses incoherències i el fet en si està discutit, ja que és probable que el Cid mai eixira d'Ontinyent, on estava acampat.
Segons l'historiador Ibn Sahib al-Salà, el diumenge 13 d'agost de 1172 el califa Yússuf I va acampar al castell de Villena, camí de Huete a Múrcia. A causa de l'escarpat del castell de Salvatierra, que amb total seguretat existia aleshores però era poc apte perquè hi acampara un exèrcit, José María Soler suposa que aquest és el primer esment al castell de la Talaia, fet bastant plausible si tenim en compte que les voltes de les dues plantes inferiors de la torre de l'homenatge són de clara tradició almohade. De les circumscripcions menors anomenades aqalim (singular iqlim), se sap que almenys des del segle xii Villena va ser cap d'una d'elles, encara que no apareix com a tal en les cròniques anteriors, la qual cosa, per a alguns autors, indica que Villena es converteix en un nucli d'importància a partir d'aquesta data. Aquest iqlim exerciria la seua jurisdicció sobre Hisn Yakka (Iecla), Bogarra (Cabdet), Beneixama i Saix. Durant el període de taifes, sembla que Villena va pertànyer en determinats moments al regne de Dénia, encara que no hi ha documents que ho especifiquen amb seguretat.
Ibn Saïd al-Maghribí en Al-Mugrib fī ḥulā al-Magrib ens presenta Villena com una ciutat, l'aspecte general de la qual abans de la conquesta cristiana va haver de ser imponent, com s'extrau del següent fragment:
| « | "Sobre els adorns de la ciutat de Villena: Ciutat bella d'aspecte, posseïdora d'aigua i de jardins, al nord de Múrcia". | » |

A més, se sap de l'existència d'una madrassa de la qual va ser professor de retòrica el jaenés Muhàmmad ben Ahmad ben Hassan al voltant de l'any 1200 en fugir de la persecució dels Almoràvits.
A l'àrea urbana hi destacarien els castells de la Talaia i Salvatierra i la mesquita, probablement situada on hui dia es troba l'església de Santa Maria. S'han localitzat dos cementeris musulmans a la ciutat: un, anomenat de la Losilla, es troba a la rodalia de la que va ser la Porta de Biar, en el punt on es bifurcaven els camins que partien per a Alcoi i Alacant respectivament; l'altre, anomenat de la Porta d'Almansa, es troba als voltants d'on va estar situada aquesta porta, en el camí que partia cap a Ocaña i Toledo.

### Conquesta cristiana

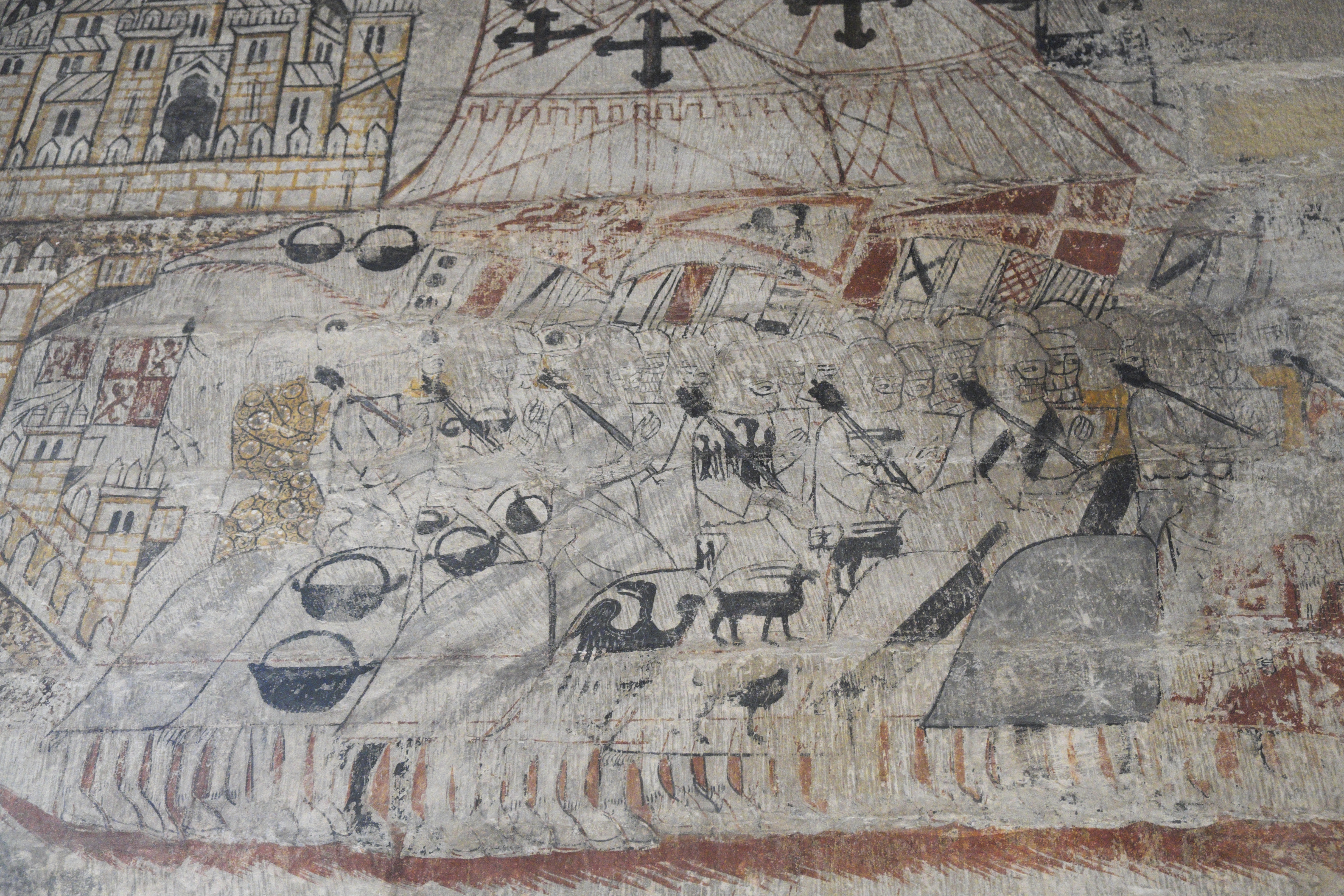
Conquesta cristiana de Villena pels cavallers de Calatrava. (Pintura mural del castell d'Alcanyís)

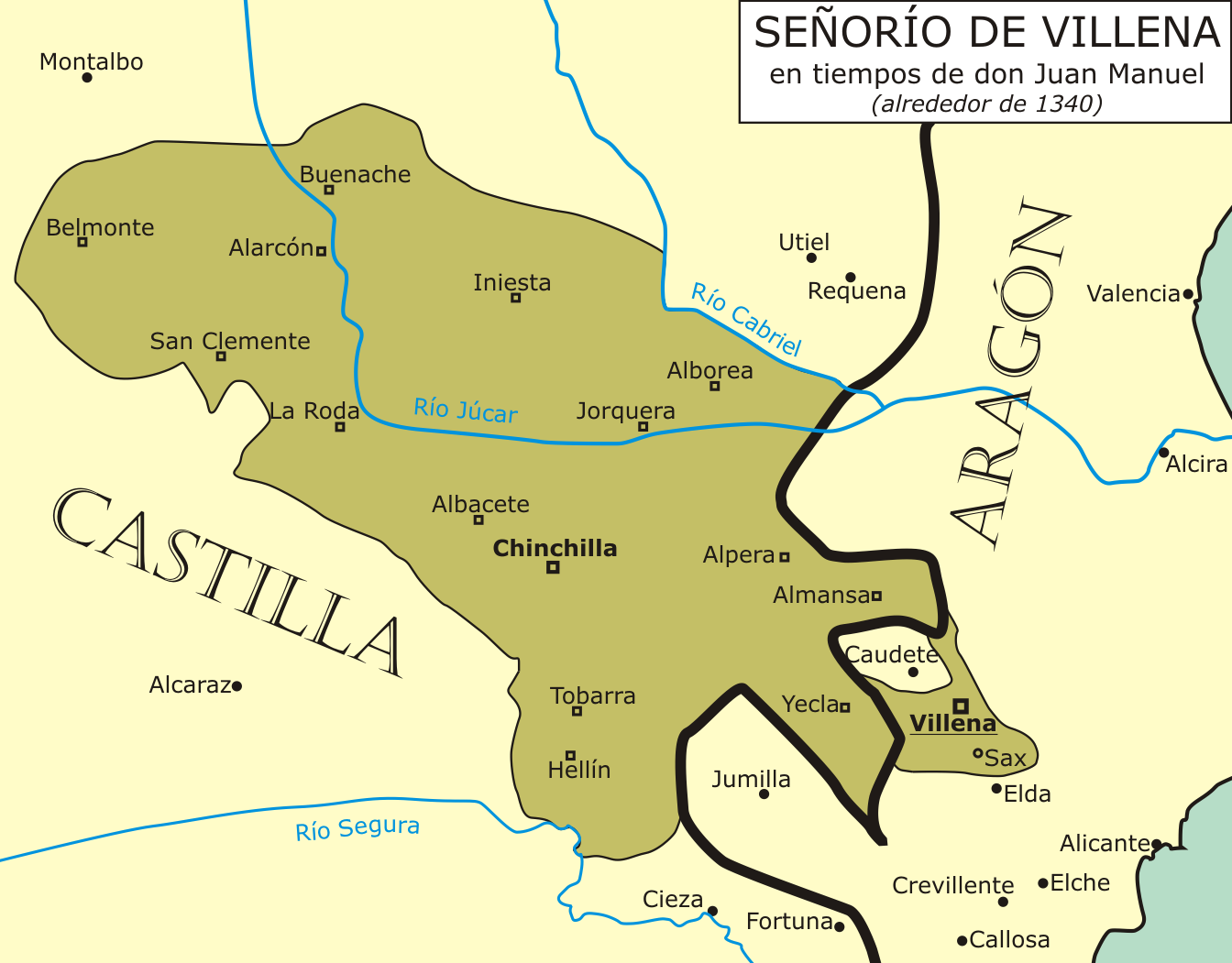
Extensió del Senyoriu de Villena en temps de don Joan Manuel de Castella, al voltant de 1340.

Si bé ja el Cid va estar sobre l'any 1086 a la zona de Villena, el primer intent seriós de conquesta per part dels cristians va ser en 1238, quan Ramon Folc i Artal d'Alagon van saquejar la ciutat, encara que no van aconseguir prendre-la. A la fi de 1239, l'infant Ferran d'Aragó va intentar prendre la ciutat amb ajuda d'una catapulta, però els defensors van aconseguir destruir-la i les tropes es van retirar. La conquesta definitiva va tindre lloc en 1240, a les mans d'un exèrcit format pels cavallers de l'orde de Calatrava juntament amb mercenaris almogàvers, al comandament de Ruy Pérez Ponce de León, comendador d'Alcanyís, en nom de Jaume I i de la Corona d'Aragó. Així doncs, es van incomplir pactes anteriors que deixaven a l'òrbita castellana aquesta plaça. El tratat d'Almizra en 1244 la va retornar a Castella, i va fixar la frontera entre Castella i Aragó. Va ser entre 1252, any de la mort de Ferran III i 1256, quan es crea el senyoriu de Villena a favor de Manuel de Borgonya, germà menor d'Alfons el Savi i gendre de Jaume I.
Més tard, en 1264, Castella va necessitar de nou l'ajuda d'Aragó per sufocar una revolta morisca promoguda pel rei granadí Muhàmmad I al-Ghàlib, que va tindre gran èxit a la regió ja que els repobladors cristians preferien assentar-se en altres terres, sobretot d'Andalusia, més fèrtil i on hi havia més possibilitats de créixer. De reprendre Villena es va encarregar Jaume I, que va rendir la ciutat pacíficament per a don Manuel a través d'un pacte amb els revoltats. Queda constància que don Manuel va posseir el senyoriu de Villena en manera de rei, i que alçava mainades, imposava tributs, donava furs i privilegis i es reservava el dret de nomenar escrivans, jurats i oficials. En 1270, va atorgar als veïns i habitants de Villena el fur i privilegi de Múrcia i Elx, que era còpia quasi literal del que s'havia atorgat a Sevilla, i concedia, entre d'altres, dret a dos jutges, ensenya i pendó, honres i franqueses per als cavallers, exempció del pagament de portatge, etc. En 1276, es va atorgar el fur de Llorca, que va ser ratificat en diverses ocasions posteriors. Aquests atorgaments donen fe del fort interés del senyor de Villena a repoblar la zona, que a causa de la revolta mudèjar en particular, però de manera més general a les condicions quasi servils a les quals els musulmans es veien sotmesos, havia quedat pràcticament despoblada. Així, una zona que durant el domini musulmà havia estat conformada per centres comarcals (l'iqlim de medina Bilyāna) amb control sobre altres castells (hisn) i nombroses alqueries va quedar substituït per comarques buides, terres abandonades i xicotets nuclis de població al voltant de castells, que tant don Manuel com els seus successors es van esforçar a repoblar.
A la mort de don Manuel, el senyoriu va ser heretat pel seu fill, don Joan Manuel, segon senyor, príncep i primer duc de Villena. Aquest va contraure matrimoni en 1299 amb donya Elisabet de Mallorca, que va morir en 1301 sense deixar-li descendència, i en 1309 amb Constança, filla del rei Jaume II d'Aragó. Com que es van realitzar les noces abans que la infanta haguera complit els dotze anys, es va acordar que aquesta quedara reclosa al castell de la Talaia fins que complira aquesta edat, fet que ha sigut recordat fins a l'actualitat en l'imaginari popular. El matrimoni oficial es va celebrar a Xàtiva en 1312.

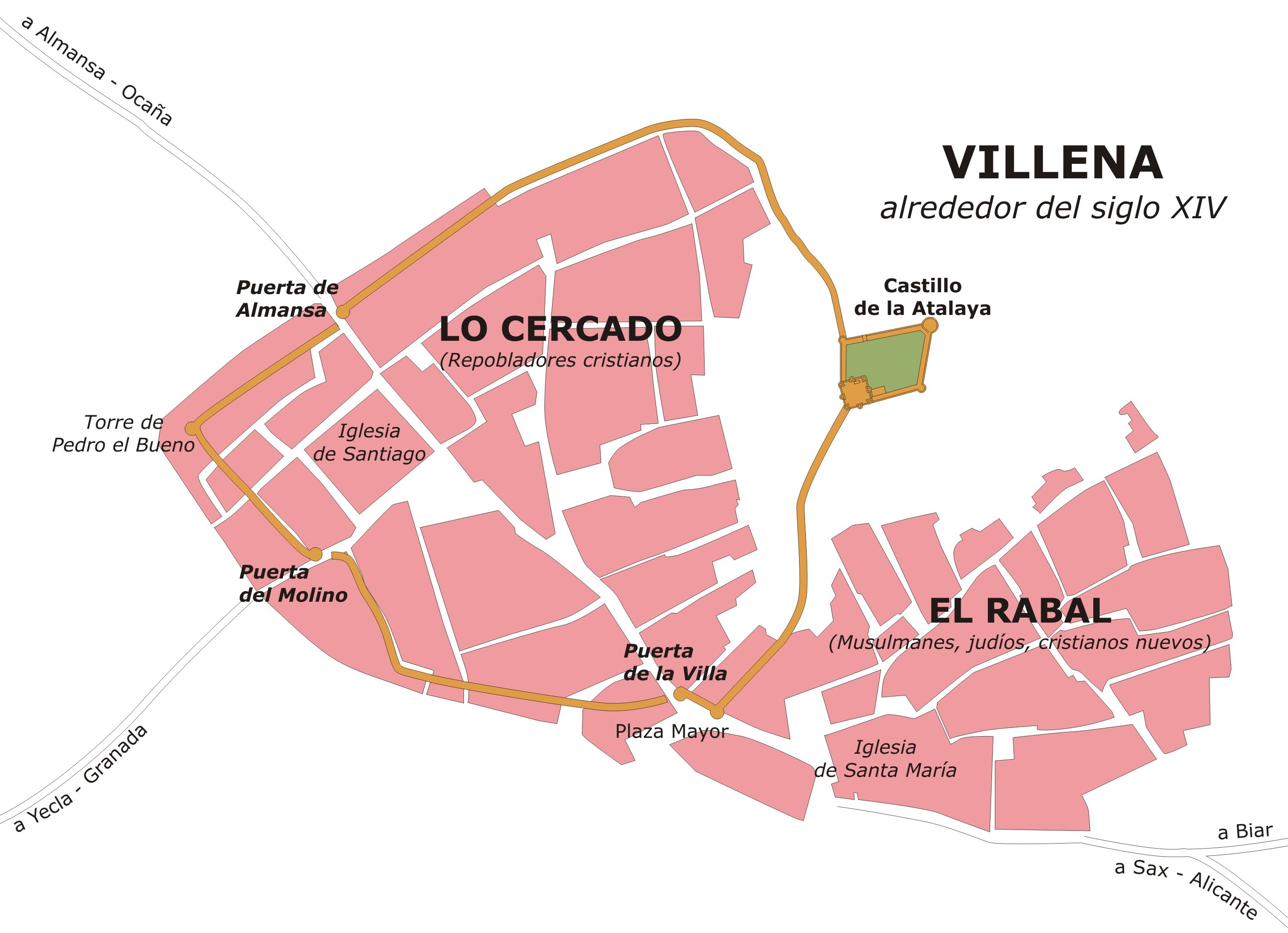
Reconstrucció hipotètica de la planta de Villena al voltant del.

Els nous pobladors cristians que van arribar progressivament a Villena des del moment de la conquesta cristiana es van establir al voltant de l'actual església de Sant Jaume, com demostra el tipus d'urbanisme ortogonal amb els carrers disposats en posició radial formant illes regulars amb una parcel·lació clàssicament medieval. El centre de la ciutat es va traslladar a aquesta àrea, que posteriorment es va emmurallar per ordre de don Joan Manuel, segons es desprén d'aquesta carta dirigida en 1308 a Jaume II:
| « | Sennor: vi vuestra carta de creençia que me embiastes con Bernalt Genebret vuestro portero, et entendí lo que dixo por la dicha creença. Et a lo que me embiaste mandar que fasa labrar el castiello daquí de Villena, sennor, sabet que donna Saurina et yo avemos puesto recabdo en ello que se labre, según el dicho de Bernat Ginebret vos dirá. Et como quier, sennor, que yo la villa daquí de Villena mando çercar, sabet que no fincará la labor del castiello por ello, ca tengo que todo es más guarda del castiello. Et pues, sennor, vuestra merçed fue de me enviar esto mandar, pido vos por merçed, si lo faser podedes, que un maestro que me dixieron que está preso en Valençia, […] que lo envasedes aquí unos tres meses o quatro. […] Dada en Villena, dies et seys dias de março. Era de mill e trescientos e quarenta e seys annos. Yo, Alfonso Pérez, la fis escrivir. | » |

Així doncs, l'antic nucli àrab es va convertir en un raval del nou nucli emmurallat cristià (d'aquí el nom de Rabal que té hui dia) i allí es va concentrar la població musulmana, jueva i de cristians nous. L'eix entre els dos espais de població seria la plaça Major, on se celebrarien els mercats, en els voltants dels quals es trobava l'almodí i on se celebraven els consells, al peu d'una torre de l'anomenada Porta de la Vila, que posteriorment seria coneguda com a torre de l'Orejón.
Dels censos parcials realitzats entre la dècada de 1330 i la de 1380, s'extrau que almenys el 88 % dels cognoms eren d'ascendència castellana, mentre que la resta n'eren d'origen català, hebreu, musulmà i francés. La importància econòmica que va cobrar la vila queda patent en el fet que ja des de 1305 comptara amb la seua pròpia fira.
El senyoriu va passar a ser principat en 1333 per privilegi d'Alfons IV d'Aragó a favor de don Joan Manuel i posteriorment Ducat, ja que Pere IV d'Aragó va atorgar, també a don Joan Manuel, el títol de duc en 1336. Va ser de les terceres noces de don Joan Manuel, amb Blanca Núñez de Lara, que li va nàixer un hereu home, Ferran Manuel.
El ducat va passar posteriorment a marquesat, el més antic de la Corona de Castella, i en 1371 va passar a estar sota el domini d'Alfons d'Aragó el Vell. S'estenia per part de les actuals províncies d'Almeria, Múrcia, Albacete, Alacant, València i Conca, i comprenia vint-i-tres localitats.

## Edat Moderna
Al llarg del segle XIV comença un període de prosperitat econòmica que farà que la ciutat ascendisca en l'escala de títols atorgats als seus senyors i ciutadans. Primer va obtindre, de mà dels Manueles el títol de vila, en data incerta. En 1476 la població es va alçar contra el marqués don Diego López Pacheco, encoratjada pels Reis Catòlics, i en 1480 va passar a dependre directament del patrimoni reial i a gaudir de diferents privilegis. No obstant això, el terme geogràfic marquesat de Villena va seguir utilitzant-se per denominar aquesta regió, dins de l'antic Regne de Múrcia, almenys fins al segle xvii. De l'estat de la ciutat i la seua àrea circumdant en 1517 dona testimoniatge concís però de gran interés Ferran Colom:
L'emperador Carles V, li va concedir el títol de "ciutat" en 1525. La importància d'aquest nomenament queda demostrada pel fet que en 1844, 319 anys després d'aquest, només existien a Espanya 152 ciutats, i a l'actual província d'Alacant, ho eren únicament Dénia, Xixona, Oriola i Villena. Els paràgrafs essencials d'aquesta cèdula narren el següent:
| « | Por quanto la villa de Villena y los vezinos y moradores della han sydo sienpre muy leales a nuestra corona real y servido a los reyes nuestros progenitores como buenos e fieles subdictos lo devian hazer, y espeçialmente a los Reyes Catholicos nuestros abuelos y sennores que ayan sancta gloria en la conquista del reyno de Granada y en otras cosas que se les ofresçieron; y continuando la dicha su fidilida y lealtad y lo que en seruiçio de nuestra corona real syenpre hizieron, estovieron y se mostraron en nuestro seruiçio en tienpo de las alteraçiones pasadas de comunidad que ovo en estos nuestros reynos, como muy buenos y leales subdictos y vasallos nuestros, e nos siruieron en la reduçion de la çibdades de Orihuela e Alicante e Xativa e Alzira, que son en el reyno de Valencia, que estavan reveladas contra nuestro seruiçio, en lo qual murieron algunos vezinos dela dicha villa. Y porque es cosa convenible e justa que los reyes e prinçipes hagan merçedes y ennoblezcan sus villas y vasallos que con lealtad les sirven, para que a enxenplo dellos otros se esfuerçen y animen a hazer lo mismo, por ende, acatando todo lo suso dicho, y porque de la lealtad e fidilidad que la dicha villa de Villena ha tenido syenpre y tiene a nuestra corona real aya y quede memoria y por razon della sea mas ennoblecida, por la presente yntitulamos y es nuestra merçed e voluntad que agora e de aqui en adelante pra syenpre jamas se yntitule e llame çibdad. | » |

Comença un període de certa estabilitat política, encara que trencat ocasionalment per l'etern conflicte territorial dels Alforins, entre Cabdet i Villena. Durant la Guerra de Successió entre Àustries i Borbons, Villena va donar suport a aquests últims en la figura de Felip V, quan el castell de la Talaia va servir com a important lloc d'armes per acabar amb els furs del Regne de València en la famosa batalla d'Almansa en 1707. Això li va fer guanyar el títol de: "Molt noble, molt lleial i fidelíssima", que avui figura en el seu escut. Aquest últim rei, a més, va acabar amb la condició de fronterera que havia tingut Villena des d'època musulmana en abolir les duanes i ports secs durant el primer terç del segle xviii.

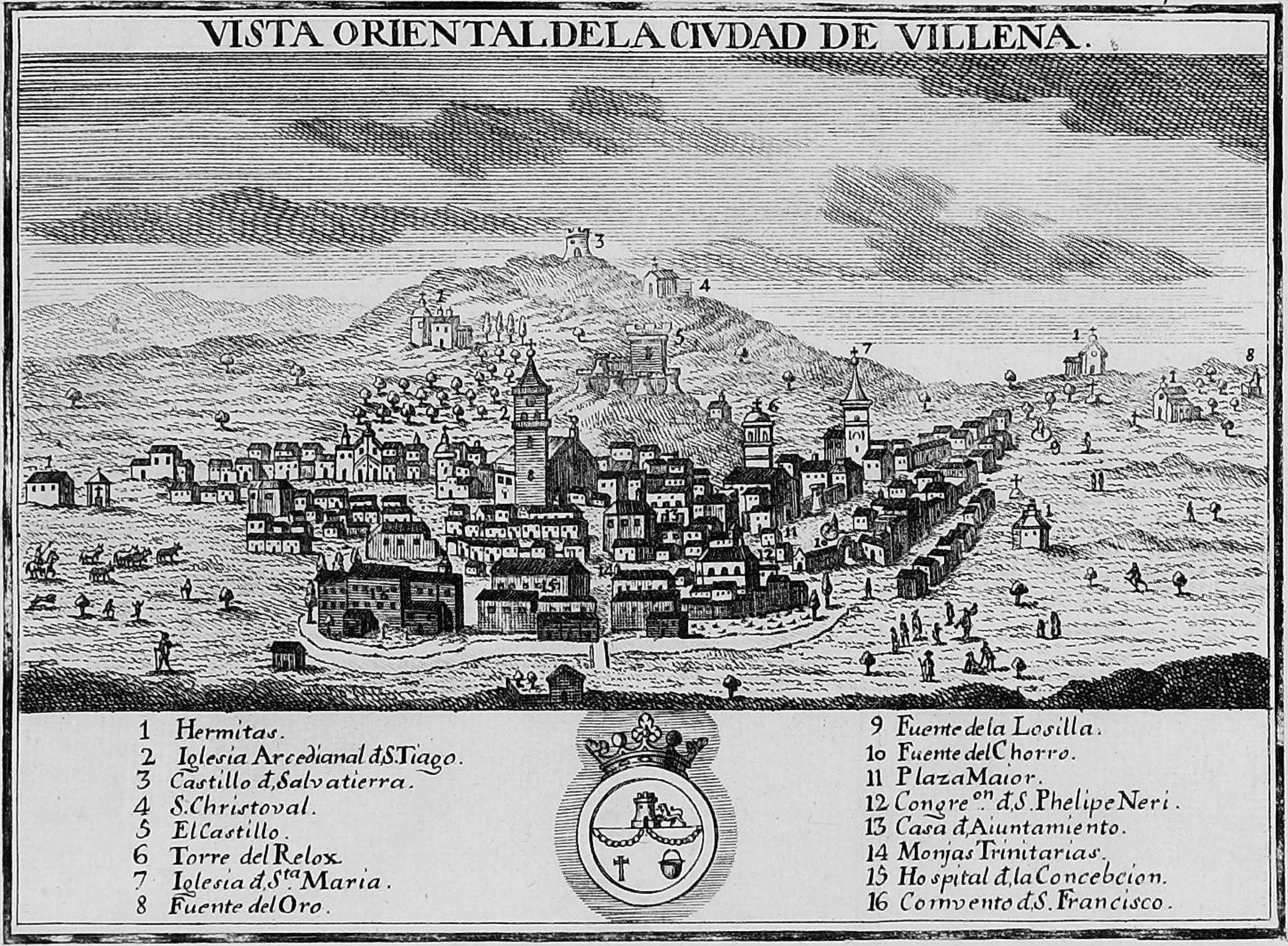
"Vista Oriental de la Civdad de Villena", gravat de Juan Fernando Palomino, publicat en 1778 per il·lustrar lAltlante español de Bernat Espinalt.

A finals del segle xviii, Villena era una ciutat oberta, ja sense amb a penes rastre de les muralles medievals. El geògraf Bernat Espinalt ens la descriu així en el seu Atlante español:
| « | La antigua ciudad de Villena está situada en una espaciosa campiña, […] à catorce leguas de Murcia, su Capital. Es Ciudad abierta; y aunque en lo antiguo tenia tres Puertas, en el dia se puede entrar por muchas partes, por estár caídas las Murallas; pero se conserva una, llamada de la Villa, sobre la que está colocada la Torre del Relox: no consta quien la fundó; solo sí, que los Romanos la llamaron Arbacala. Se conoce ser muy antigua por la Arquitectura del Castillo, que aún se conserva en lo mas alto de una Sierra intrincada, que era Atalaya en tiempo de los Moros. […] Tiene quatro Plazas, catorce Calles principales, diversas Callejuelas, y dos mil Vecinos, dividos en dos Parroquias. […] [Tiene] otro Convento de Agustinos Calzados de la Provincia de Andalucía, que está distante una lengua de la Ciudad, en donde hay colocada una Imagen de nuestra Señora de las Virtudes, Patrona de esta Ciudad; un buen Hospital, y doce Hermitas, y varios Paseos: se celebra en ella una Feria cada año el dia 21 de Septiembre, que dura hasta el 4 de Octubre, por Privilegio concedido por el Señor Rey Felipe Quinto; también celebra Mercado franco todos los Jueves de año. Las Casas de Ayuntamiento, y la fachada de la Iglesia de Santiago son magnificas. Hay dentro de la Ciudad varias fuentes, y entre otras, la del Chorro, la de la Escuela, y la del Maestro, cuya agua pasa por debajo de un Puente, que es el paso del camino carretero de Madrid, Valencia, Cataluña, Aragón, Alicante y las Andalucías. […] En una gran laguna inmediata están las Salinas Reales. Abunda en Trigo, Vino, y Cañamo: tiene deliciosas Huertas, y sabrosas frutas; pero es poco el Aceyte, y Seda que se coge en ella [...]. | » |

## Seglexix

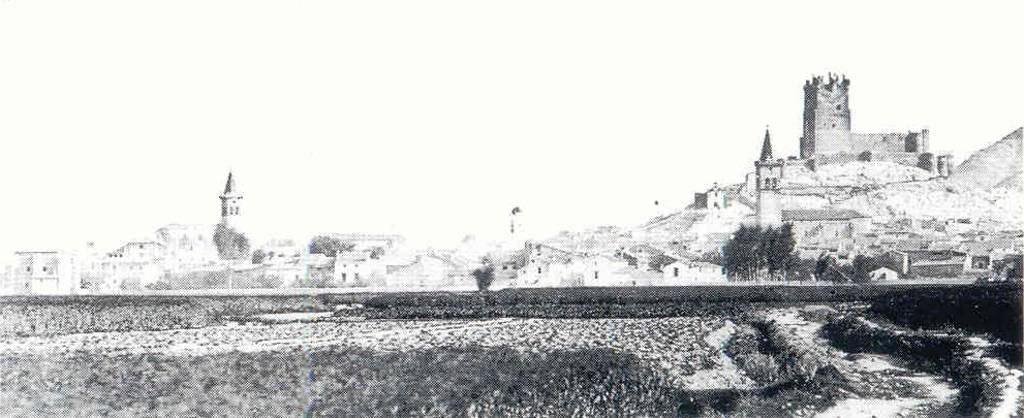
Vista general de 1858. De dreta a dreta destaquen la Torre de Sant Jaume, la de l'Orejón, la de Santa Maria i el Castell de la Talaia.

En 1803 es va ordenar dessecar la llacuna de Villena, fet que es va considerar posteriorment una gran catàstrofe mediambiental per a tota la regió. A Villena es va utilitzar el risc de patir febres tercianes i l'ampliació de 1704 Ha. de terra cultivable per persuadir i coaccionar a la població del benefici de la dessecació. A canvi, altres ciutats, especialment Elx, veien augmentats els seus recursos hídrics per al reg dels seus palmerars i cultius, així com també la corona reial, incrementava les seues arques amb els delmes dels nous colons a les terres de la demarcació de la llacuna, una corona encara més en decadència després de l'auge i amenaça de Napoleó Bonaparte enfront de les monarquies absolutes, i que va entrar en fallida econòmica després de deixar de rebre or i plata de les Amèriques. Per a la dessecació es va construir la séquia del Rei, obra de Juan de Villanueva i que encara en l'actualitat desguassant la conca endorreica de l'antiga llacuna.
Durant la Guerra de la Independència, Villena va ser presa pel mariscal Suchet, de les tropes napoleòniques. Per provocar la rendició de les escasses forces que defensaven el castell de la Talaia, en 1811 Suchet el va bombardejar des de l'exterior i, en prendre la fortalesa, va fer volar parcialment les voltes almohades de la torre de l'homenatge, a fi de deixar-lo inservible per apostar una guarnició.
En 1836, després d'haver pertangut prèviament a les províncies de Múrcia i Albacete, es va incorporar definitivament a la d'Alacant. La ciutat es va introduir en el camí del desenvolupament amb el pas, en 1858, del ferrocarril que unia Alacant i Madrid i en 1884 amb el traçat que la connectava amb Cieza i Alcoi (VAI), el qual va créixer amb el signe dels temps.
A l'estiu de 1888 es va derrocar per insegura, encara que amb una considerable oposició popular, la torre de l'Orejón, que havia estat tot un símbol de la ciutat des de feia diversos segles. Amb l'enderrocament, es va eliminar l'últim llenç de muralla que quedava a la ciutat i es va eixamplar el carrer Major, una de les principals artèries de la ciutat en aquells anys.

## Segles XX i XXI

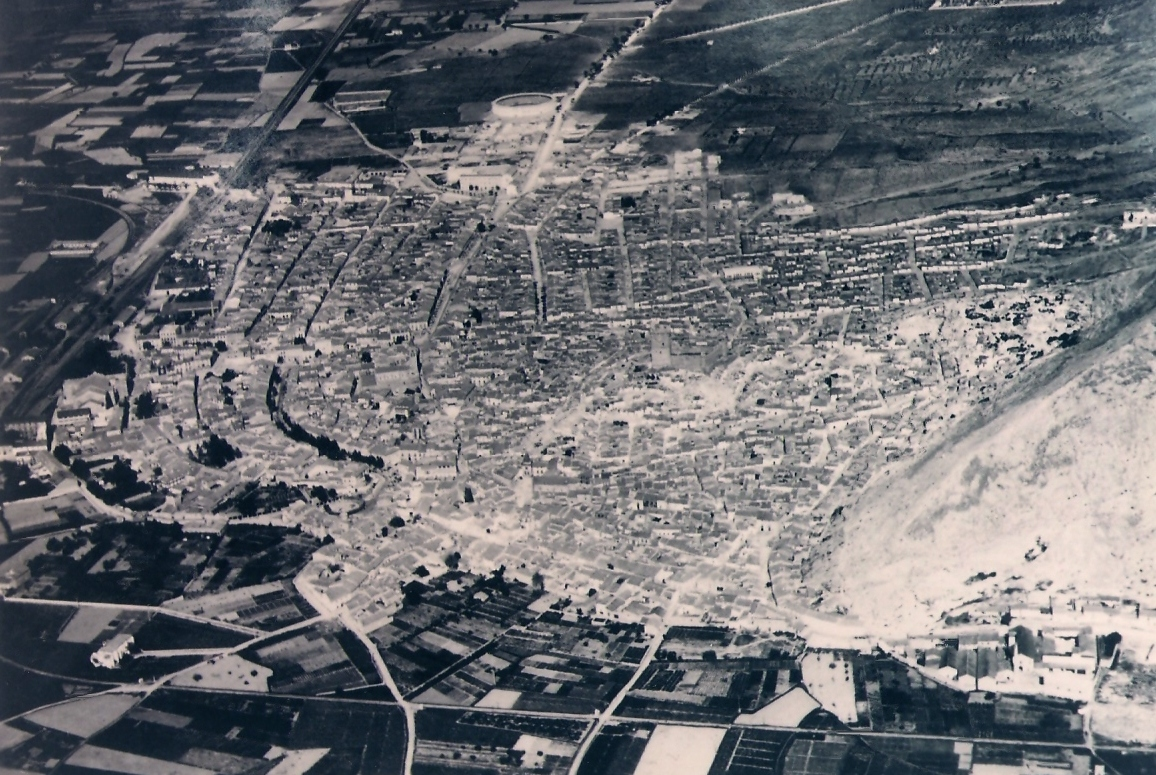
Vista aèria de Villena en 1933.

La Villena de principis del segle XX ens la descriu Azorín de la següent manera en la seua obra Antonio Azorín de 1903:
| « | "Sarrió y Azorín han ido a Villena. Esta es una ciudad, vetusta, pero clara, limpia, riente. Tiene callejuelas tortuosas que reptan monte arriba; tiene vías anchas sombreadas por plátanos; tiene viejas casas de piedra con escudos y balcones voladizos; tiene una iglesia con filigranas del Renacimiento, con una soberbia reja dorada, con una torre puntiaguda; tiene una plaza donde hay un hondo estanque de aguas diáfanas que las mujeres bajan por una ancha gradería a coger en sus cántaros; tiene un castillo que aún conserva la torre del homenaje, y en cuyos salones Don Diego Pacheco, gran protector de los moriscos, vería ondular el cuerpo serpentino de las troteras". | » |

Des de principis de segle, l'element assalariat i jornaler va adquirir un fort pes que va conduir a una important difusió de l'anarquisme i del socialisme, com demostra el succeït durant la vaga general de 1917, quan els obrers van arrancar les vies fèrries i van tallar les comunicacions telegràfiques i telefòniques així com el subministrament elèctric, la qual cosa va portar a enfrontaments amb la GuàrdiacCivil i va acabar produint morts i ferits.

### Guerra civil

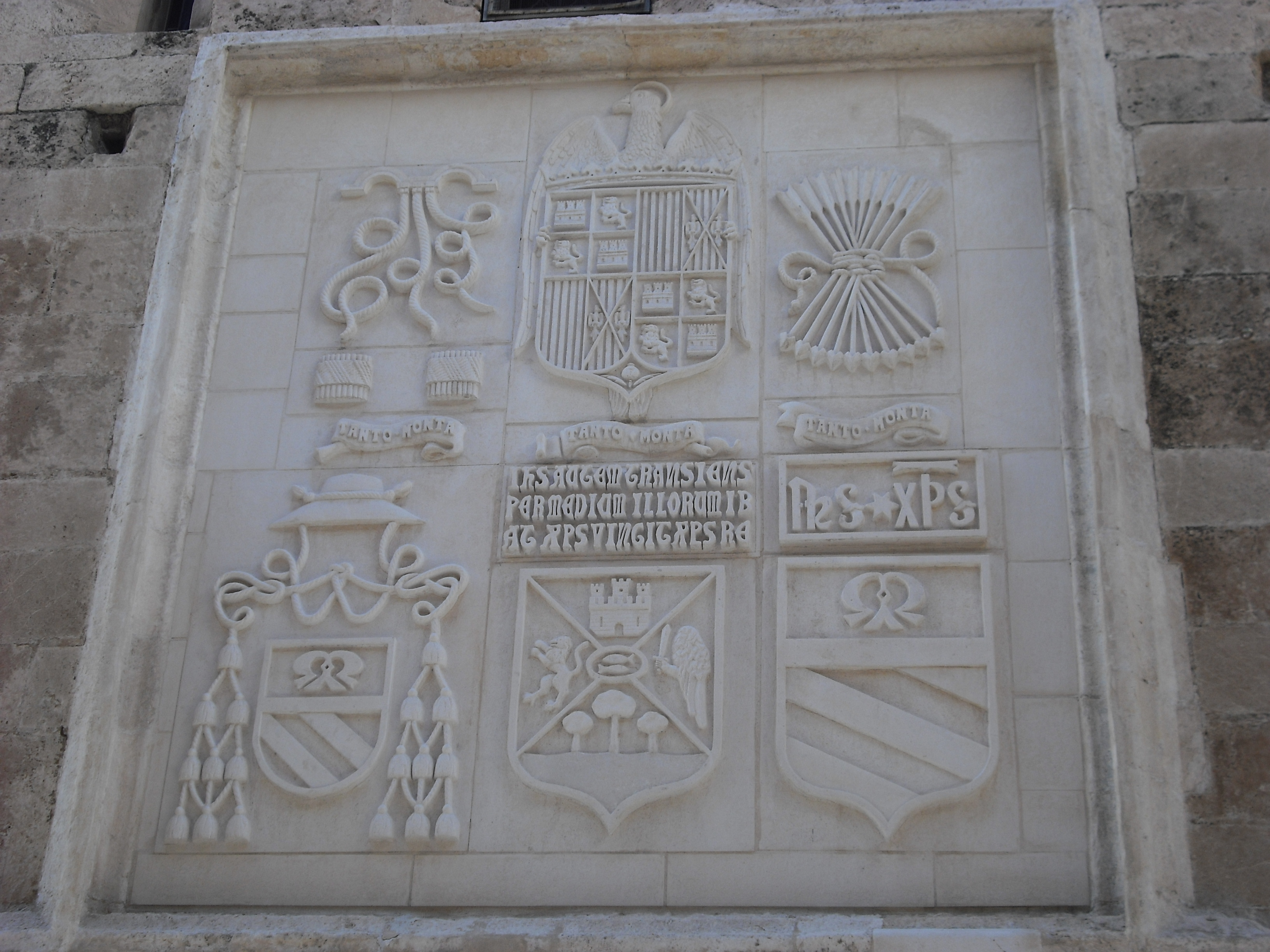
Escuts de la façana est de l'Església de Sant Jaume, destruïts durant la guerra civil i restaurats en 2007.

A l'inici de la guerra civil i a causa de l'èxit de la revolta a Albacete, les autoritats alacantines van enviar forces de seguretat a Villena i Almansa per impedir que s'estenguera la rebel·lió a aquestes ciutats i es dificultaren les connexions amb Madrid. Els primers dies de la contesa va regnar el caos en la població i, com a conseqüència, es van produir les majors destrosses. L'església de Sant Jaume va ser cremada, es va destruir el seu reixat de ferro repujat i es van picar uns escuts de la façana est, atés que incloïen les armes dels Reis Catòlics, acompanyades del jou i les fletxes. L'església de Santa Maria va perdre quasi per complet les seues voltes. També es van incendiar el convent de les Trinitàrias, l'església del Santuari de La nostra Senyora de les Virtuts i les diverses ermites i capelles de la població.

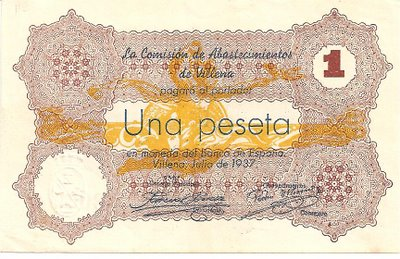
Bitllet d'1 pesseta emès en 1937 per la Comissió de Proveïments de Villena.

La ciutat va ser bombardejada en diverses ocasions, la primera d'elles el 19 de desembre de 1936, que es va saldar amb dos morts i setze ferits. L'objectiu principal dels bombardejos era tallar la connexió per ferrocarril entre Madrid i Alacant. Per a aquestes dates, ja hi havia a la ciutat 800 refugiats i 200 hospitalitzats, a l'"hospital de sang" que es va instal·lar en les actuals dependències del teatre Chapí. Aquest hospital va arribar a tindre 300 llits i es va convertir en un model d'hospitals, després de diverses ampliacions i perfeccionament dels serveis.
El 22 d'abril de 1937 es va crear un organisme econòmic, el Consell Regulador d'Economia Socialitzada, integrat per elements de la UGT i la CNT, que administrava la socialització de tots els béns intervinguts en les diverses activitats productives i de distribució. Amb l'escassetat de moneda fraccionària, l'ajuntament es va veure obligat a emetre-la. Entre el 28 de juny de 1937 fins al final de la contesa, es va emetre paper moneda en valors de 50 cèntims, 1 pta. i 2 ptes., per un import total de 126 250 pessetes.
Des de principis de 1937, dins de la reforma per eliminar referències religioses o monàrquiques en els topònims, es va canviar el nom de la Colonia de Santa Eulalia per "Colonia de Lina Ódena" i el de les Virtuts per "Villa Progreso". Per al setembre de 1937, la ciutat comptava amb 2610 refugiats repartits principalment entre la ciutat i La Safra. La comissió d'Assistència Social va fer grans esforços per donar treball als adults i escolaritzar els xiquets. A partir del juliol de 1938, van començar a construir-se diferents refugis repartits per tota la ciutat, amb capacitat per a un total d'unes 6000 persones. La quantitat d'edificis ocupats aleshores per la Comandància Militar i els Carabiners demostren l'ambient de guerra que regnava a Villena, a pesar d'estar situada en la rereguarda.
Durant 1939, la crisi econòmica va empitjorar. Els proveïments es van fer extremadament difícils, la qual cosa va provocar l'augment de l'especulació i els acaparaments fins al punt que es va fer necessari vendre les taronges, verdures i hortalisses només als habitants de la ciutat, mitjançant carnet. A més, es va tallar gran part del subministrament elèctric. La situació política de la ciutat, que havia sigut cada vegada més crítica, es va convertir en letàrgica les setmanes anteriors a la fi de la contesa, que es va produir el 29 de març de 1939,quan les tropes franquistes van entrar a la ciutat.

### Dictadura
Finalitzada la guerra civil, la situació de la ciutat era crítica, tant econòmicament per la falta de subministraments com per la quantitat d'infraestructura destruïda que va caldre reconstruir lentament. En la segona meitat dels anys 40, van tindre lloc les obres d'empedrat i clavegueram dels principals carrers de la ciutat, inclòs l'empedrat total de l'anomenada Porta d'Almansa (encreuament de carrers on va estar situada aquesta porta) fins a la plaça Maria Auxiliadora. A més, en 1948 es va alçar el monument a Ruperto Chapí, obra de Navarro Santafé, i es van iniciar les obres de reparació de les voltes de l'església de Santa María, que havien quedat destruïdes al principi de la guerra civil.
En 1954, es va construir el barri de la Constància, preludi de la gran explosió demogràfica que va tindre lloc a partir dels anys 60, a causa de l'arribada d'immigrants, sobretot de Castella-la Manxa i Andalusia. Així doncs, entre 1960 i 1970, la superfície urbana va créixer sobre un 20 % i la construcció d'habitatges va augmentar en un 650 %. En 1961, es va construir el barri de Sant Francesc d'Assís a fi d'oferir habitatges als sectors més castigats econòmicament. Aquest fet va fer que fora anomenat popularment "Poblat d'Absorció" i actualment se li conega com "El Poblao" (sic). La supressió del ferrocarril de via estreta de Cieza a Alcoi va permetre a mitjan seixanta l'eixample de Villena en direcció al sud.

### Democràcia
L'augment de la població, així com el cada vegada major parc mòbil, va provocar un gran augment de trànsit al centre de la ciutat, la qual cosa va provocar que en 1978 s'excavara un túnel a la serra de la Vila amb la finalitat de construir una alternativa a la carretera N-330, precursora de l'actual autovia A-31, que circula pel mateix túnel. El 3 d'agost de 1979, es va procedir al renom de tots els carrers amb rerefons franquista. Destaca el cas de barri de la Constància, on tots els carrers estaven dedicades a personalitats franquistes i van passar a estar dedicades a escriptors i pintors com Pablo Picasso, Federico García Lorca o Juan Ramón Jiménez.
Un dels principals problemes urbanístics que s'ha vingut donant des d'aleshores és la compressió del nucli urbà entre la línia del ferrocarril i l'autovia, que ha fet adoptar a la ciutat una forma allargada que provoca grans problemes de trànsit al centre de la ciutat. Això ha produït que, almenys des de 1988, s'haja fet una proposta de soterrament de les vies.

El desenvolupament actual de la ciutat ha propiciat una ciutat moderna dotada d'una bona infraestructura cultural, com el teatre Chapí, els diferents museus, el pavelló esportiu municipal, els diversos esdeveniments culturals o la casa de la Cultura, on està situada una de les tres biblioteques de la ciutat, una sala per a teatre i cinema i diverses sales d'exposicions. També, juntament amb l'especialització de l'economia ha crescut la infraestructura de serveis. La ciutat compta amb dos polígons industrials, "El Rubial" en les rodalies de l'estació del ferrocarril i "<i>Bulilla</i>" en les de l'autovia A-31, així com amb altres zones industrials als principals accessos de la ciutat.